# Драган Циган
Драган Циган (Челинац, 23. мај 1976 — Кортелацо, 22. јул 2007) је српски херој, познат по томе што је на мору спасио животе двоје деце жртвујући свој живот.

## Биографија
Као избеглица из рата у Босни и Херцеговини, 1990-их година, Драган Циган је емигрирао у Италију и настанио се у Сан Мартину ди Лупари, где је био запослен као грађевински радник, надајући се да ће му се ускоро придружити породица – супруга и две ћерке, који су остали у отаџбини.
У недељу 22. јула 2007. године, док је био на јадранској плажи на ушћу реке Пиаве на територији општине Језоло, у друштву своје сестре и девера, изненадно стварање јаке струје услед погоршања временских услова, угрозило је животе два детета, брата и сестре, четворогодишњег дечака и седмогодишње девојчице из места Ронкаде, одвлачећи их на пучину. Увидевши тежину ситуације, иако није знао да плива, Драган Циган се бацио у море и успео да спаси двоје деце. Услед наиласка новог таласа и исцрпљен спасавањем деце, није успео да се врати на обалу, па га је вода потопила а струја одвукла на отворено море. Његово тело је пронађено следећег дана у Лагуни дел Морт између Кортелаца и Ераклеје. За овај чин храбрости, шеф државе Ђорђо Наполитано, својим декретом, доделио је Драгану Цигану у знак сећања, златну медаљу за грађанску храброст.
Регија Венето исплатила је једнократну новчану помоћ Драгановој супрузи Дијани Циган, у очекивању да разне акције солидарности покренуте ради пружања помоћи јунаковој породици постигну конкретне циљеве. Тако је у мају 2009. године, стан у Бањалуци предат Дијани и Драгановим двема кћеркама.
Општина Језоло, поред тога што је покренула прикупљање средстава за породицу, посветила је његовом сећању приступни пут до мора. Виа Драган Циган налази се у близини места где се догодило његово херојско дело.
Постхумно је увршћен у „Енциклопедију националне дијаспоре”, коју уређује Иван Калаузовић Иванус.